# Holotrichia serrulata
Holotrichia serrulata är en skalbaggsart som beskrevs av Brenske 1893. Holotrichia serrulata ingår i släktet Holotrichia och familjen Melolonthidae. Inga underarter finns listade i Catalogue of Life.